# Архиепископ српски Јоаникије I
Јоаникије I (?—1279) био је пети архиепископ српски, у периоду од 1272. до 1276. године.

## Биографија
Дошао је на чело српске архиепископије 1272. после Данила I, са позиције игумана манастира Студенице.
Био је ученик архиепископа Саве II из времена док је Сава још био епископ. Заједно су били у Светој земљи и на Светој гори одакле су се затим вратили у Србију. После тога Јоаникије се поново вратио на Свету гору у Хиландар, где је око 1255/56. био економ да би око 1257. постао игуман Хиландара. Тај положај је напустио пре 1262/63. јер се тада као игуман Хиландара спомиње Јевстатије.
Када се поново вратио у Србију постао је игуман манастира Студенице. То је једини познати пример у старој српској држави да је једна особа била игуман ова два манастира.
Након смене Данила I због неког преступа 1272. се приступило пажљивом бирању следећег архиепископа. О томе сведочи архиепископ Данило II: „И пошто су много тражили, не нађоше никога другога достојна такве власти, осим овога блаженога Јоаникија, који је у то време био игуман дома пресвете Богоматере, места званога Студеница“.
У време његове управе српском црквом, византијски цар Михаило VIII, који је обновио Византију (1261), са Латинима је склопио унију у Лиону 1274. После две године, 1276. краљ Урош I (1243—1276) је био збачен са престола од сина Драгутина, коме није по обећању уступио пола своје државе. Тада се и архиепископ Јоаникије повлачи са архиепископског трона са краљем и пријатељем Урошем I, који ускоро умире као монах Симон; затим је у Захумљу 1279. умро и архиепископ Јоаникије I. Њихова тела (мошти) пренела је краљица Јелена Анжујска и сахранила у манастиру Сопоћанима, задужбини свог мужа краља Уроша I.